# Collection Patrimoine culturel des pays francophones
Collection de cd-roms produite par l'Agence de la Francophonie (devenue  "L'Organisation internationale de la francophonie" en 1998). 
Dans la vague de création de cd-roms à la fin des années 1990, l'Agence de la Francophonie a décidé de publier cette collection pour numériser et préserver les sources documentaires des musées ethnographiques situés dans les pays de la Francophonie. D'autres actions similaires, comme les cd-roms publiés avec l'aide de l'UNESCO, présentent les sites classés au Patrimoine mondial. 
La réalisation de la collection a été confiée à une jeune maison de production multimédia parisienne, H3D, puis à Number Nine. 
Pour chaque titre, un responsable de chaque musée a supervisé le contenu scientifique en vue de garantir la plus grande rigueur possible. 
Miguel Ramis en a assuré la direction en tant que chef de projet. Rémi Pépin et Jérôme Chauchat ont réalisé la direction artistique et Florence Renaut  la programmation sous Director. 
Trois titres ont été réalisés en 1997, pour le  VIIe  sommet de la Francophonie à Hanoi. 
- Manéga au Burkina Faso : Musée de la Bendrologie dirigé par Frédéric Titinga Pacéré
- Bamako au Mali : Musée national du Mali, dirigé par Samuel Sidibé
- Hanoï au Vietnam : Musée ethnographique du Vietnam, dirigé par Christine Hemmet (Musée de l'Homme)

Deux autres titres ont été réalisés en 1999-2000. 
- Tombouctou au Mali : les manuscrits du Centre Ahmed-Baba.
- IFAN-Dakar/Sénégal : les collections du Musée de l'Institut fondamental de l'Afrique noire-Cheikh Anta Diop, dirigé par Massamba Lame.

L'absence de circuits de distribution de produits multimédias et l'avènement des DVD ont  mis fin à cette collection. Une adaptation et mise sur support DVD est à l'étude. 